# 日本駐秘魯大使館人質危機
1996年12月17日，位于秘鲁首都利马的日本驻秘鲁大使馆内，14名图帕克·阿马鲁革命运动成员挟持了正在大使官邸参加明仁天皇诞辰63周年庆祝活动的日本大使青木盛久等数百名高级外交官、政府和军方官员以及企业高管。这一事件被称为“日本大使馆人质危机”。
之后，作为人质交换条件，该组织武装人员多次要求释放被关在监牢里的战友。秘鲁总统阿尔韦托·藤森虽然同意与恐怖分子进行谈判，但他的态度一直强硬，一再表示不向恐怖分子妥协，坚决反对释放罪犯的条件。双方僵持数月之久，恐怖分子先后释放了300余名人质，而秘鲁政府始终沒有让步。
1997年4月22日当地时间15点27分（格林尼治时间20点27分），秘鲁总统藤森在大使馆附近的一所住宅内亲自指挥了代号为“查文德万塔尔”（秘鲁印加帝国之前著名文化時代的名字）的行动，约200多名秘鲁武装部队和特种警察部队人员突袭了日本大使官邸，解救了被恐怖分子扣押的72名人质。这次行动历时38分钟。在战斗中，恐怖分子全部被击毙，有一名人质死亡，几名军人伤亡，其余人质全部获得解救，持续了126天的人质危机至此结束。
这次人质危机是继1979年美国驻伊朗大使馆被占领后的第二次长时间对峙和人质数量众多的事件。伊朗使馆事件中有52名人质，持续时间长达444天。

## 事件始末
1996年12月17日晚，位于利马的日本驻秘鲁大使馆内，日本大使青木盛久为日本明仁天皇的63岁寿辰举行庆祝宴会，秘鲁政府和军方高级官员、知名人士和各国外交使节800多人应邀参加。
14名“图帕克·阿马鲁革命运动”组织成员在韦尔塔司令（化名，43岁，真名为内斯托·塞尔帕，Néstor Cerpa）的指挥下，装扮成侍者，将大批武器及弹药隐藏在蛋糕里， 骗过使馆外围警察的检查，混入使馆内部。20时30分时，恐怖分子取出武器，与使馆内的警察和保安人员短暂地交火后，迅速控制了使馆两层楼的所有出口，将馆内622人（800余名来宾中，有200余人因公务提前退场）扣为人质。
在被劫人质中，有秘鲁外交部长、农业部长、最高法院法官、反恐警察司令以及国家安全机构负责人等高层要员；时任总统藤森的母亲、妹妹、弟弟以及后来的秘鲁总统亚历杭德罗·托莱多也在其中； 除中国、美国、墨西哥等国大使因公事提前十余分钟退场外，前来出席招待会的德国、法国、巴西、玻利维亚、古巴、委内瑞拉、韩国等18个国家的大使、代办以及外国驻秘鲁的跨国公司的代表全部被挟持。
恐怖分子在劫持人质后，提出了一系列要求：
- 释放在押的图帕克·阿马鲁革命运动”成员（包括近期被判刑的美国激进主义分子洛里·贝伦森（英语：Lori Berenson），Lori Berenson和塞尔帕的妻子）。
- 修订政府的新自由主义自由市场的改革。
- 要求政府拒绝日本在秘鲁的援助项目，认为这种援助只能让狭窄的社会群体受益[5]。
- 声称秘鲁的监狱的条件残忍和不人道，要求秘鲁当局改善，并声称若政府不答应其要求，他们将杀害人质。

人质事件发生后，秘鲁政府立刻出动大批军警，对日本大使馆进行了严密封控。次日(18日)，秘鲁政府委任卫生部长多明戈·明帕莱莫作为政府代表前去与恐怖分子谈判，但遭到拒绝，恐怖分子坚持要藤森总统亲自出面谈判。
18日夜间，在国际红十字会的斡旋之下，恐怖分子首先释放了包括外交官夫人在内的约40名妇女和老人，其中包括藤森总统的母亲和妹妹。
21日，人质危机进入第4天时，藤森总统直接对公众公开讲话，表示十分关心人质的生命安全，称政府将尽全力争取和平解决人质危机，但断然拒绝恐怖分子的要求，并严正要求恐怖分子“立即放下武器、释放人质”。由于秘鲁政府与恐怖分子在释放在押的“图帕克·阿马鲁革命运动”人员问题上难以达成协议，谈判屡屡陷入僵局。秘鲁政府与恐怖组织之间艰难而漫长的对峙一直持续到1997年4月。在此期间，秘鲁政府既坚持了不向恐怖分子妥协，又保持了相当的灵活性，不断派出代表与恐怖分子谈判，并透过国际社会向恐怖分子施压，迫使恐怖分子在4个多月的时间里没有杀害人质，并且还分几批释放了大量人质，到最后只剩下72人被扣。
秘鲁情报部门经过长期的窃听和侦察，彻底掌握了恐怖分子和人质在官邸内的情况。随后，秘鲁军队和特种警察部队组成的军警突击队挖出五条地道通往日本大使馆。这些地道深三米，各自通向大厅、餐厅和花园内的几个战略角落，有的长达80米。地道内有照明、空调和通信设备，可供人在里面駐守數天。
该行动于1997年4月22日正式开始，士兵于当日15点27分开始行动。首先，他们把通向使馆大厅的地道口炸开，当场炸死了五名正在大厅踢室内足球的恐怖分子。有三名恐怖分子在第二个地道口被突击的士兵击毙。以塞尔帕为首的其余六名恐怖分子，与从官邸大门正面进入的突击队进行了15分钟的顽强抵抗，最后全部被击杀。
在交战中，大使馆周围布满了军警和救护车以配合这次行动。被营救的72名人质中，除一名人质（秘鲁最高法院法官阿库尼亚博士，Dr. Carlos Giusti Acuña，心脏病发而死）被证实已经死亡外，大部分人都安然无恙，有25名人质因轻伤和身体状况不佳被送往医院接受检查和治疗。日本大使青木盛久面带微笑而出，秘鲁外长图德拉则因腿部受伤被人用担架抬出来。人质中还有藤森总统的弟弟佩德罗·藤森。
参加这次行动的是一支特种军警部队，主要由陆、海、空三军部队的140名人员组成，他们中有些人曾经在美国接受过特种训练。
在采取这次军事行动前，秘鲁未向任何国家或调解机构透露行动计划。美国总统克林顿在行动开始时才接到了秘鲁方面的通知，而日本政府是在格林威治时间20点45分接到秘鲁通知，日本首相桥本龙太郎则是在行动开始18分钟后被告知。
战斗结束后，藤森总统身穿防弹衣，进入大使馆，向参与行动的大约200多名士兵和40多名获救人质发表了简短的讲话，他稱这次胜利是一次人民的胜利。富有戏剧性的是，在藤森讲话过程中还发生了一次爆炸。当突击队撕下MRTA在大使馆的屋顶的旗帜时，藤森加入一些人质，一起唱起秘鲁国歌。事后他的支持率迅速翻了一倍，达到近70%，被人们称为“国家英雄”。
据美国国防情报局(DIA)宣称，MRTA成员罗利·罗哈斯被发现试图混入人质群中逃走。突击队员发现了他并带到后面的房子中，对准头部枪决，DIA的线人供称另一名女性MRTA成员在事后也被处决。

## 各方反应
- 日本 - 桥本龙太郎首相在人质危机解除后的次日早上7点的记者会上对人质获救表示感谢，并派遣外相池田行彦前往秘鲁处理事后事务。池田飞往秘鲁后，向秘鲁政府表达了他对人质获救一事的感激之情，并转交了桥本龙太郎首相写给藤森总统的一封私人信件。在秘鲁政府解决人质危机后，日本政府决定恢复对秘鲁的财政援助。

- 美洲各国 - 包括美国在内的美洲各国也对秘鲁解决人质危机感到满意。

- 图帕克·阿马鲁革命运动 - 在德国避难的图帕克·阿马鲁革命运动的发言人贝拉斯科在得知消息后打电话给巴拉圭亚松森“卡迪纳尔”电台，指责日本违反维也纳外交关系公约有关大使馆享有治外法权的规定，允许秘鲁军队进入其官邸。

- 左翼政治家哈维尔·迭兹·坎塞科（Javier Diez Canseco）是被释放的38名人质之一。释放后不久他为MRTA进行了辩护，并呼吁政府协商解决。坎塞科说，劫持者“18至20岁，也许21…他们是一群特种部队，突击队。我想，这些年轻人想活命。他们不想死。”

- 亚历杭德罗·托莱多被释放后说，MRTA真正想要的是一个特赦，允许其成员参与公共生活。他说，任何试图透过武力解救人质将会使他们“疯狂”，他们“武装到牙齿”。他说在大楼房间里，安放了炸药，还有屋顶。他补充说，恐怖分子有反坦克武器和穿着装满炸药的背包，可以透过胸部的拉绳引爆。[17]

## 争议
救援行动后不久开始流传MRTA成员投降后被处决的传言：
- 人质之一的小仓英敬（Hidetaka Ogura）是日本大使馆前第一书记官，他于2000年出版了一本关于该事件的书籍。书中说道，突击队冲进大楼后不久，小仓英敬看到一位名叫爱德华多·克鲁斯（"Tito"）的叛军被绑在花园里。克鲁兹被活捉，并被交给了赫苏斯·萨穆迪奥·阿利亚加上校（Colonel Jesús Zamudio Aliaga），但后来的报道称他和其他人一起在袭击中丧生。

- 前农业部长Rodolfo Muñante，在获救后八小时一次采访中说，他听到一名叛军喊“我投降”。但后来Muñante又否认了这一说法。[18]
- 另一名人质马西莫-里维拉（Máximo Rivera）当时是秘鲁反恐警察的负责人，他在 2001 年说，他在突袭后从其他人质那里听到了类似的说法。

媒体报道还讨论了这次行动可能违反国际惯例，按照外交治外法权，秘鲁军队不能进入外国使馆区域。

## 法律诉讼
2001年1月2日，秘鲁的人权组织APRODEH代表MRTA家庭成员对藤森、Vladimiro Montesinos、Nicolás De Bari Hermoza Ríos、Julio Salazar Monroe等人提起刑事诉讼，控告他们私自杀死爱德华多·克鲁斯和另外两个MRTA激进分子。
2005 年，秘鲁总检察长办公室允许提出指控并下令举行听证会。 然而，进一步的调查被提交至美洲人权法院，该法院于 2015 年裁定克鲁斯是法外谋杀的受害者，秘鲁政府违反国际法，未经正当程序剥夺了克鲁斯的生命。法院还将 25 岁的维克多·佩塞罗斯（Victor Peceros）和 17 岁的赫玛·梅伦德斯（Herma Melendez）列为人权受害者。

## 事件时间
- 1996年12月17日: MRTA成员挟持了日本驻秘鲁大使官邸的600余名人质。他们很快释放一半的人质。
- 12月20日 (第3天): 另外38名人质被释放。
- 12月21日 (第4天): 藤森宣称不会谈判。
- 12月22日 (第5天): 255名人质被释放。
- 12月26日 (第9天): 听到爆炸声。警方说是一只动物引爆了地雷。
- 12月28日 (第11天): 20名人质被释放。
- 12月31日 (第14天): 一群记者被允许进入官邸。
- 1月21日 (第35天): 警察和MRTA成员交火。
- 3月2日 (第75天): MRTA成员拒绝流亡古巴和多米尼加共和国。
- 4月22日 (第126天): 秘鲁特种部队袭击住宅。一名人质、两名突击队员和所有14名MRTA成员在行动中丧生。

## 备注
1. ↑  query.nytimes.com
2. ↑  emergency.com 的存檔，存档日期2008-03-24.
3. ↑  Andrew Reding, Peru's Fujimori – A Latin American Pinochet with an Asian Face 的存檔，存档日期2005-02-24., Pacific News Service Jinn Magazine, 30 January 1997. Retrieved 23 February 2006.
4. ↑  .   [2011-12-30]. （原始内容存档于2012-05-30）.
5. ↑  Christopher B. Johnstone, Hostage Crisis Brings Attention to Japan's Economic Presence in Peru, originally at jei.org in Japan Economic Institute Weekly Review, No. 1 – 10 January 1997. Archived on Internet Archive. Retrieved 27 March 2005.
6. ↑  Jon Miller, Peruvian Hostage Crisis （页面存档备份，存于）, 7 February 1997. Online forum from PBS NewsHour. Retrieved 23 February 2006.
7. ↑  Peru's Embassy Massacre （页面存档备份，存于）, Revolutionary Worker No. 905, 4 May 1997.
8. ↑  Peruvian President shows model of Japanese residence, BBC, 11 December 1997. Retrieved 24 February 2006.
9. ↑  Rochlin, James. . Lynne Rienner Publishers. 2002: 74. ISBN 978-1-58826-106-9.
10. ↑  Griswold, Terry. . Motorbooks International. 2005: 114. ISBN 978-0-7603-2110-2.
11. ↑  Jude Webber, Fujimori murder charges （页面存档备份，存于）. Datelined "LIMA, Peru, 9 March (Reuters)", no year specified. Reproduced on what appears to be at least a semi-official MRTA site. Retrieved 23 February 2006.
12. ↑  John Catalinotto, After the Bloodbath, the Truth is Revealed （页面存档备份，存于）. Workers World, 8 May 1997. Retrieved 23 February 2006.
13. ↑  Adolfo Olaechea, Imperial Surrealism 的存檔，存档日期2005-02-20., Maoist Sojourner, 10 February 1997. Retrieved 23 February 2006.
14. ↑  1997: Troops storm embassy in Peru （页面存档备份，存于）, BBC "On this day: 22 April". Retrieved 23 February 2006.
15. ↑  Peru Ex – Leader's Popularity Falls （页面存档备份，存于）, The Associated Press 2 April 2001. Retrieved 23 February 2006.
16. ↑  Defense Intelligence Agency. Intelligence Information Report. "IIR [REDACTED] Commando execution of MRTA hostage takers and "take no prisoners" order." 10 June 1997. Online at the website of the National Security Archive here （页面存档备份，存于）.
17. ↑  Nuevos testimonios confirman que "Tito" estaba vivo 的存檔，存档日期2005-03-16. ("New testimonies confirm that 'Tito' was alive"), Asociación Pro Derechos Humanos, Peru, 19 May 2002. Retrieved 25 February 2006.
18. ↑  Peru state attorney seeks Fujimori murder charges （页面存档备份，存于）, CNN, 9 March 2001. Retrieved 25 February 2006.

## 文学作品
- Bel Canto by Ann Patchett is a novel loosely based on the events of the crisis.

- "The Ambassador's Word: Hostage Crisis in Peru 1996–97 by David J. Goldfield.  A narrative account of the hostage taking focusing on the role of Canadian Ambassador Anthony Vincent, who initially was a hostage but was released to act as a mediator between the MRTA and the government.